# Baturité
Baturité este un oraș în statul Ceará (CE) din Brazilia.